# St. Stefan am Walde
St. Stefan am Walde (auch Sankt Stefan am Walde) ist eine Ortschaft und Katastralgemeinde in der Gemeinde St. Stefan-Afiesl in Oberösterreich im Bezirk Rohrbach im oberen Mühlviertel mit 186 Einwohnern (Stand 1. Jänner 2018). Der zuständige Gerichtsbezirk ist Rohrbach in Oberösterreich. Mit 1. Jänner 2019 wurde die bis dahin selbständige Gemeinde mit Afiesl zur neuen Gemeinde St. Stefan-Afiesl fusioniert.

## Geografie
Sankt Stefan am Walde  liegt auf 807 m Höhe im oberen Mühlviertel. Die Ausdehnung beträgt von Nord nach Süd 4,7 km, von West nach Ost 5,9 km.  Die Gesamtfläche beträgt 16 km². 33,8 % der Fläche sind bewaldet, 61,3 % der Fläche sind landwirtschaftlich genutzt.

## Geschichte
Ursprünglich unter der Lehnshoheit der Passauer Bischöfe, war der Ort während der Napoleonischen Kriege mehrfach u. a. von Bayern besetzt. Seit 1814 gehört der Ort endgültig zu Oberösterreich.
Nach dem Anschluss Österreichs an das Deutsche Reich am 13. März 1938 gehörte der Ort zum Gau Oberdonau. Nach 1945 erfolgte die Wiederherstellung Oberösterreichs.

## Kultur und Sehenswürdigkeiten

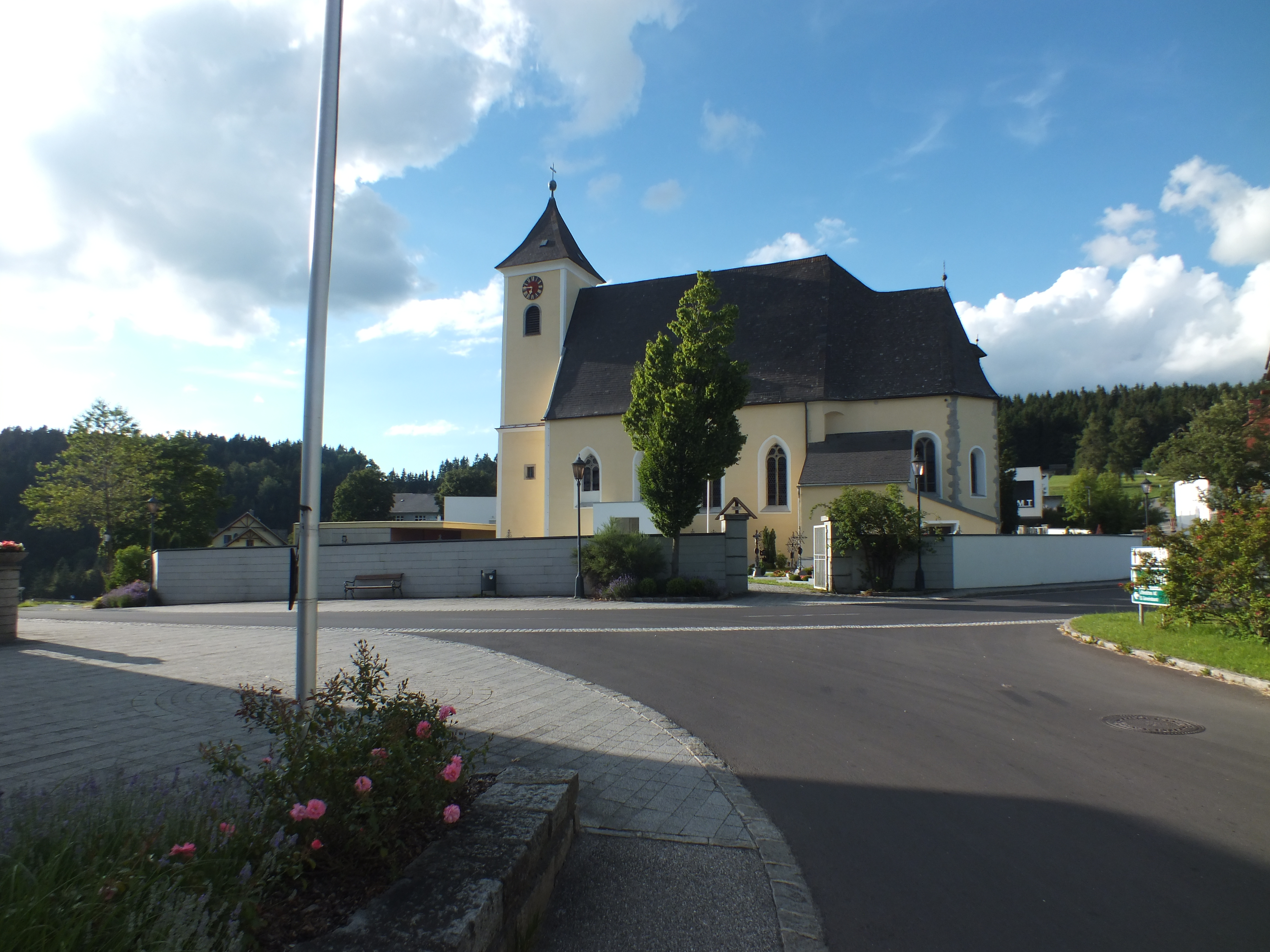
Pfarrkirche St. Stefan am Walde

- Katholische Pfarrkirche St. Stefan am Walde

## Ehemalige Gemeinde
Das Gemeindegebiet umfasste folgende 13 Ortschaften (in Klammern Einwohnerzahl Stand 1. Jänner 2024):
- Dambergschlag (61)
- Gmain (8)
- Haid (37)
- Herrnschlag (78)
- Innenschlag (26)
- Oberafiesl (7)
- Obereben (18)
- Oberriedl (82)
- Preßleithen (17)
- Raiden (78)
- Sankt Stefan am Walde (225)
- Untereben (25)
- Unterriedl (148)

### Gemeinderat
Stärkste Fraktion im Gemeinderat von St. Stefan ist seit jeher die ÖVP, die in der Zeit seit 1945 immer die absolute Stimmen- und Mandatsmehrheit erzielte und meist sogar eine Zweidrittelmehrheit erreichte. Seit 1945 verzeichnete die ÖVP Wahlergebnisse zwischen 65,5 und 80,6 Prozent, wobei die ÖVP ihr bestes Ergebnis 1961 erzielte, ihr schlechtestes 1949. Zweitstärkste Partei im Gemeinderat von St. Stefan war seit 1945 immer die SPÖ, wobei die SPÖ seit 1945 auf Ergebnisse zwischen 17,7 und 34,5 kam. 2015 kandidierte erstmals die FPÖ in der Gemeinde. Diese erreichten mit 12,19 Prozent auf Anhieb den Einzug in den Gemeinderat.

### Bürgermeister
Bürgermeister seit 1850:
| Amtszeit  | Name                 | Amtszeit  | Name                |
| --------- | -------------------- | --------- | ------------------- |
| 1850–1858 | Joseph Hinterhölzl   | 1919–1924 | Johann Atzlesberger |
| 1858–1862 | Joseph Rechberger    | 1924–1929 | Franz Piermayr      |
| 1862–1870 | Jakob Scheiblhofer   | 1929–1938 | Anton Hehenberger   |
| 1870–1876 | Josef Leibetseder    | 1938–1945 | Franz Engleder      |
| 1876–1879 | Mathias Riedl        | 1945–1946 | Josef Kloiböck      |
| 1879–1894 | Josef Leibetseder    | 1946–1949 | Josef Hetzmannseder |
| 1894–1897 | Josef Winkler        | 1949–1967 | Markus Pürmayer     |
| 1897–1906 | Johann Hetzmannseder | 1967–1991 | Josef Kitzmüller    |
| 1906–1909 | Leopold Anzinger     | 1991–2003 | Franz Engleder      |
| 1909–1911 | Josef Leibetseder    | 2003–2014 | Franz Anzinger      |
| 1911–1913 | Johann Hetzmannseder | 2014–2025 | Alfred Mayr         |
| 1913–1919 | Georg Mayr           |           |                     |

### Wappen
Die Gemeinde St. Stefan bestimmte mit Beschluss des Gemeinderats am 4. November 1968 die Gestaltung des Gemeindewappens sowie die Gemeindefarben (Gelb). Das Wappen wurde in der Folge durch Beschluss der oberösterreichischen Landesregierung vom 17. Mai 1971 verliehen bzw. die Gemeindefarben genehmigt. Die Blasonierung des Wappens lautet: „Geteilt; oben in Gold ein blaues, schrägrechts gestelltes Beil mit schwarzem Stiel, unten in Grün drei silberne, zwei zu eins gestellte, unregelmäßig geformte Steine.“ Das Beil im Wappen steht für eine Sage, die sich um die Gründung der Pfarrkirche rankt. Als die Errichtung der Pfarrkirche nicht gelingen wollte, kam der Heilige Stefan in der Gestalt eines Zimmermannes aus dem Wald und trug den Bauleuten auf, das Gotteshaus dort im Wald zu errichten, wo die von ihm geworfene Axt liegt. Die Steine im unteren Teil des Wappens stehen wiederum für den Orts- und Pfarrpatron, der in Jerusalem gesteinigt wurde. Der Entwurf des Gemeindewappens stammt von Gerhard Hirnschrodt aus Linz.

## Persönlichkeiten
- Jakob Pawanger (1680–1743), Baumeister, wurde hier geboren.